# Роботи
„Роботи“ (на английски: Robots) е американски компютърно-анимационен филм от 2005 г. Режисиран е от Крис Уедж и Карлос Салдана. Продуциран е от Джери Дейвис, Джон Донкин и Уилям Джойс. Сценаристите са Дейвид-Линдзи Абейр, Лоуей Ганц и Бабалу Мандел. Създаден е от анимационното студио Blue Sky Studios, създателите на поредицата „Ледена епоха“. Филмът излиза на екран на 10 март 2005 г.